# Sleepy Hollow (film)
Sleepy Hollow is een Amerikaanse film uit 1999 van de Amerikaanse regisseur Tim Burton. De film is gebaseerd op het korte verhaal The Legend of Sleepy Hollow van Washington Irving, uitgebracht in 1819.

## Verhaal
Het verhaal van de film begint wanneer wetenschapper Ichabod Crane het gerechtelijk hof in het New York van 1799 probeert te overtuigen van zijn nieuwe, forensische methoden om misdaden op te lossen. Een methode die op veel tegenstand stuit, in een tijd dat er ook aan het gerechtelijk hof nog veel waarde gehecht wordt aan methoden die gebaseerd zijn op bijgeloof en het bovennatuurlijke.
Om zijn gelijk te bewijzen, trekt Crane naar Sleepy Hollow (letterlijk: slaperige buurt of slaperig holletje), een nederzetting van Nederlandse kolonisten in de staat New York, waar geheimzinnige dingen schijnen te gebeuren en mensen op mysterieuze wijze worden onthoofd. Na een lange reis per koets komt Crane in het dorpje aan. Eenmaal aangekomen in het dorpje wordt hij op de hoogte gebracht van het bestaan van de "ruiter zonder hoofd" die door de bossen rondwaart en af en toe een dorpeling een kopje kleiner komt maken. Aanvankelijk gelooft Crane het verhaal niet, en gaat hij op onderzoek uit naar de werkelijke moordenaar, totdat hij erachter komt dat de verschijning wel degelijk bestaat. De ruiter zonder hoofd was ooit een Hes, een wrede Germaanse huurling in de Amerikaanse onafhankelijkheidsoorlog die niet voor geld maar voor zijn plezier aan de oorlog meedeed. Om er nog vervaarlijker uit te zien, had hij zijn tanden tot puntjes geslepen. Op een dag werd hij echter in de bossen van Sleepy Hollow achtervolgd, en uiteindelijk onthoofd door zijn eigen zwaard. Sinds enkele maanden is de ruiter herrezen, en onthoofdt hij mensen uit het dorp waarna hij hun hoofden meeneemt.
Na verloop van tijd begint Crane te vermoeden dat de ruiter niet willekeurig moordt, maar dat hij dit doet in opdracht van iemand, een persoon die zijn hoofd bezit en daarom de macht over de ruiter heeft. Uiteindelijk slaagt hij erin om deze persoon uit te schakelen en de ruiter zijn hoofd terug te geven.
Met de mooie Katherine van Tassel (in het boek "Eleanor" genoemd) die hij in het dorpje heeft leren kennen, een vrouw op wie dorpeling Abraham van Brunt aanvankelijk ook een oogje heeft, vertrekt hij ten slotte terug naar New York.

## Rolverdeling
| Acteur             | Personage              |
| ------------------ | ---------------------- |
| Johnny Depp        | Agent Ichabod Crane    |
| Christina Ricci    | Katrina van Tassel     |
| Christopher Walken | De Ruiter Zonder Hoofd |
| Miranda Richardson | Lady van Tassel        |
| Michael Gambon     | Baltus van Tassel      |
| Casper Van Dien    | Brom van Brunt         |
| Richard Griffiths  | Magistraat Philipse    |
| Jeffrey Jones      | Pastoor Steenwyck      |
| Christopher Lee    | Rechter van New York   |

## Slachtoffers van de Ruiter
- Dirk Van Garrett: Onthoofd door de Ruiter terwijl hij de koets bestuurde waar zijn vader in zat.
- Peter Van Garrett: Onthoofd door de Ruiter in de tuin vlak bij de vogelverschrikker.
- Weduwe Winship: Al krijg je het als kijker niet te zien, ze is onthoofd door de ruiter en haar ongeboren kind sterft ook.
- Jonathan Masbeth: Na tevergeefs geprobeerd te hebben de Ruiter neer te schieten, wordt hij onthoofd terwijl hij probeerde weg te rennen.
- Magistraat Phillips: Onthoofd terwijl hij uit het stadje weg probeerde te vluchten.
- De familie Killian: Mr. Killian wordt onthoofd terwijl hij de Ruiter probeert af te weren, Mvr. Killian wordt onthoofd als ze haar zoontje Thomas onder de vloer verstopt. De Ruiter vindt Thomas, de zoon, ook en hij wordt ook onthoofd.
- Brom Van Brunt: Bij zijn middel in tweeën gehakt door de Ruiter terwijl hij naar het huis van de familie Killian ging. De Ruiter deed dit uit zelfverdediging aangezien Brom niet zijn doel was.
- Baltus Van Tassel: Het laatste slachtoffer van de Ruiter, Baltus werd in zijn borst gestoken met een scherpe punt aan een hek, aan een touw vastgebonden, de Ruiter trok hem door een kerkraam, trok hem nog een eind weg, en onthoofdde hem toen. De Ruiter kon de kerk zelf niet inkomen omdat het heilige grond is, en omdat Katherine Van Tassel een magische cirkel (die geliefden beschermt) op de grond heeft getekend.

## Trivia
- In Sleepy Hollow komen veel Nederlands aandoende namen voor. Het is immers gebouwd door Nederlandse immigranten zoals zo veel plaatsen in die buurt, denk maar aan Albany (Fort Oranje, Beverwijck) en Nieuw Amsterdam (het huidige New York). Het plaatsje en verschillende namen uit het boek zijn afgeleid van bestaande personen uit die tijd.
- De scène waarin Brom van Brunt en de Ruiter aan het vechten zijn: tijdens het filmen raakte het zwaard Caspers hand waarbij hij zijn wijsvinger brak - hij negeerde de pijn tijdens de opname zodat hij in de film kon blijven.
- De set van het dorp Sleepy Hollow was volledig voor de film gebouwd midden in een jachtveld in Engeland. Op verzoek van de omwonenden bleef de kerk staan, en is na productie van de film niet gesloopt.
- De film werd bijna volledig met een blauw camerafilter opgenomen. Om het bloed rood te laten lijken, is er een mengsel gebruikt dat eigenlijk feloranje was. Zo veranderde de kleur van het bloed in rood door het blauwe filter.
- Sleepy Hollow is een song door Roy Orbison en is de B-kant van de single "You're My Girl" uitgebracht op het label Monument in juli 1965.
- In De Avonturen van Ichabod en meneer Pad komt het verhaal over Sleepy Hollow ook voor.